# Corni (Botoșani)
Corni es una comuna y pueblo de Rumania ubicada en el distrito de Botoșani.
Según el censo de 2011, tiene 6545 habitantes, mientras que en el censo de 2002 tenía 6538 habitantes. La mayoría de la población es de etnia rumana (97,55 %).
La mayoría de los habitantes son cristianos de la Iglesia Ortodoxa Rumana (92,98 %), con minorías de hermanos de Plymouth (2,59 %) y pentecostales (1,65 %).
En la comuna hay cuatro pueblos (población en 2011):
- Corni (pueblo), 4102 habitantes;
- Balta Arsă, 460 habitantes;
- Mesteacăn, 483 habitantes;
- Sarafinești, 1500 habitantes.

Se ubica unos 10 km al suroeste de Botoșani.